# Куп победника купова у фудбалу 1988/89.
Куп победника купова 1988/1989. је било 29. издање клупског фудбалског такмичења које је организовала УЕФА.
Такмичење је трајало од 10. августа 1988. дo 10. маја 1989. године. Барселона је у финалу била успешнија од Сампдорије и освојила трећи трофеј Купа победника купова. Финална утакмица одиграна је на Ванкдорф стадиону у Берну. Најбољи стрелац такмичења био је Христо Стоичков са 7 постигнутих голова.

## Резултати

### Прелиминарна рунда
| Меч | Клуб      | Држава   | укупан рез. | Држава   | Клуб  | 1. утак. | 2. утак. |
| --- | --------- | -------- | ----------- | -------- | ----- | -------- | -------- |
| 1   | Бекешчаба | Мађарска | 4:2         | Норвешка | Брине | 3:0      | 1:2      |

### Први круг
| Меч | Клуб             | Држава          | укупан рез. | Држава          | Клуб               | 1. утак. | 2. утак. |
| --- | ---------------- | --------------- | ----------- | --------------- | ------------------ | -------- | -------- |
| 1   | Мехелен          | Белгија         | 8:1         | Луксембург      | Авенир Беген       | 5:0      | 3:1      |
| 2   | Гленавон         | Северна Ирска   | 2:7         | Данска          | АГФ Орхус          | 1:4      | 1:3      |
| 3   | Фрам             | Исланд          | 0:7         | Шпанија         | Барселона          | 0:2      | 0:5      |
| 4   | Фламуртари       | Албанија        | 2:4         | Пољска          | Лех Познањ         | 2:3      | 0:1      |
| 5   | Интер Братислава | Чехословачка    | 2:3         | Бугарска        | ЦСКА Софија        | 1:0      | 1:3      |
| 6   | Омонија          | Кипар           | 0:3         | Грчка           | Панатинаикос       | 0:1      | 0:2      |
| 7   | Борац Бања Лука  | СФРЈ            | 2:4         | СССР            | Металист Харков    | 2:0      | 0:4      |
| 8   | Рода             | Холандија       | 2:1         | Португалија     | Виторија Гимараис  | 2:0      | 0:1      |
| 9   | Грасхопер        | Швајцарска      | 0:1         | Западна Немачка | Ајнтрахт Франкфурт | 2:0      | 0:1      |
| 10  | Сакариаспор      | Турска          | 2:1         | Мађарска        | Бекешчаба          | 0:0      | 1:1      |
| 11  | Дери Сити        | Ирска           | 0:4         | Велс            | Кардиф Сити        | 0:0      | 0:4      |
| 12  | Мец              | Француска       | 1:5         | Белгија         | Андерлехт          | 1:3      | 0:2      |
| 13  | Флоријана        | Малта           | 0:1         | Шкотска         | Данди јунајтед     | 0:0      | 0:1      |
| 14  | Динамо Букурешт  | Румунија        | 6:0         | Финска          | Кусиси             | 3:0      | 3:0      |
| 15  | Карл Цајс Јена   | Источна Немачка | 5:1         | Аустрија        | Кремсер            | 5:0      | 0:1      |
| 16  | Норћепинг        | Шведска         | 2:3         | Италија         | Сампдорија         | 2:1      | 0:2      |

### Други круг
| Меч | Клуб               | Држава          | укупан рез.     | Држава   | Клуб            | 1. утак. | 2. утак.    |
| --- | ------------------ | --------------- | --------------- | -------- | --------------- | -------- | ----------- |
| 1   | Мехелен            | Белгија         | 3:0             | Белгија  | Андерлехт       | 1:0      | 2:0         |
| 2   | Барселона          | Шпанија         | 2:2 5:4 ( пен.) | Пољска   | Лех Познањ      | 1:1      | 1:1(п.с.н.) |
| 3   | ЦСКА Софија        | Бугарска        | 3:0             | Грчка    | Панатинаикос    | 2:0      | 1:0         |
| 4   | Рода               | Холандија       | 1:0             | СССР     | Металист Харков | 1:0      | 0:5         |
| 5   | Ајнтрахт Франкфурт | Западна Немачка | 6:1             | Турска   | Сакариаспор     | 3:1      | 3:0         |
| 6   | Кардиф Сити        | Велс            | 1:6             | Данска   | АГФ Орхус       | 1:2      | 0:4         |
| 7   | Данди јунајтед     | Шкотска         | 1:2             | Румунија | Динамо Букурешт | 0:1      | 1:1         |
| 8   | Карл Цајс Јена     | Источна Немачка | 2:4             | Италија  | Сампдорија      | 1:1      | 1:3         |

### Четвртфинале
| Меч | Клуб               | Држава          | укупан рез.     | Држава    | Клуб       | 1. утак. | 2. утак.    |
| --- | ------------------ | --------------- | --------------- | --------- | ---------- | -------- | ----------- |
| 1   | АГФ Орхус          | Данска          | 0:1             | Шпанија   | Барселона  | 1:0      | 1:1         |
| 2   | ЦСКА Софија        | Бугарска        | 3:3 4:3 ( пен.) | Холандија | Рода       | 2:1      | 1:2(п.с.н.) |
| 3   | Ајнтрахт Франкфурт | Западна Немачка | 0:4             | Белгија   | Мехелен    | 0:0      | 0:1         |
| 4   | Динамо Букурешт    | Румунија        | 1:1             | Италија   | Сампдорија | 1:1      | 0:0         |

### Полуфинале
| Меч | Клуб      | Држава  | укупан рез. | Држава   | Клуб        | 1. утак. | 2. утак. |
| --- | --------- | ------- | ----------- | -------- | ----------- | -------- | -------- |
| 1   | Барселона | Шпанија | 4:2         | Бугарска | ЦСКА Софија | 2:1      | 2:1      |
| 2   | Мехелен   | Белгија | 2:4         | Италија  | Сампдорија  | 2:1      | 0:3      |

### Финале
| Меч | Клуб      | Држава  | укупан рез. | Држава  | Клуб       |
| --- | --------- | ------- | ----------- | ------- | ---------- |
| 1   | Барселона | Шпанија | 2:0         | Италија | Сампдорија |

| Освајач Купа победника купова у фудбалу 1988/89. |
| ------------------------------------------------ |
| Барселона 3. Титула                              |